# Johan Magnus Johansson
Johan Magnus Johansson, född 10 december 1843 i Håbols socken, död 4 maj 1922 i Dals-Eds församling, var en svensk lantbrukare, handelsman och riksdagsman.
Johansson ägde och bebodde en fastighet i Mellbyn i Rölanda. Han var 1887-1900 och från 1902 landstingsman för Älvsborgs län. Han var ombudsman vid Vedbo härads Brandstodsbolag från 1881 och ombudsman vid Köpmännens på landet i Elfsborgs och Skaraborgs läns Brandstodsbolag från 1887.
Johansson var riksdagsledamot 1895—1901 och 1903—1914 i andra kammaren, till 1911 invald i Tössbo och Vedbo domsagas valkrets, från 1912 invald i Älvsborgs läns norra valkrets.